# Liste der Straßen in Oberhausen-Tackenberg-West
Die Liste der Straßen in Oberhausen-Tackenberg-West beschreibt das Straßensystem im Oberhausener Stadtteil Tackenberg-West (Stadtbezirk Sterkrade) mit den entsprechenden historischen Bezügen.

## Überblick
In Tackenberg-West leben 9087 Einwohner (Stand: 31. Dezember 2012). Der Stadtteil bildet mit Königshardt, der Sterkrader Heide sowie Sterkrade-Mitte den Postleitzahlenbezirk 46145.
Der Stadtteil wird – im Norden beginnend – im Uhrzeigersinn folgendermaßen begrenzt:
Bundesautobahn 2 zu Königshardt, Fernewaldstraße zum Bottroper Stadtteil Fuhlenbrock, Fernewaldstraße, Herzogstraße, Fürstenstraße, Steinstraße, Fußweg zur Heroldstraße, Heroldstraße, Münzstraße und Dinnendahlstraße zu Tackenberg-Ost, Elpenbach, Teutoburger Straße, Freitaler Platz und Holtener Straße zu Sterkrade-Mitte, Reinersbach zu Alsfeld.
Tackenberg-West im Sinne dieses Artikels meint denjenigen Teil von Tackenberg, der zum Stadtbezirk Sterkrade zählt, wohingegen derjenige Teil, der zum Stadtbezirk Osterfeld gehört und auch Klosterhardt-Nord genannt wird, in der Liste der Straßen in Oberhausen-Tackenberg-Ost behandelt wird. In diesem Artikel wird zu Tackenberg-West auch ein Teil der Sterkrader Heide gezählt.
In Tackenberg-West gibt es 61 benannte Verkehrsflächen, darunter einen Platz. Davon befinden sich 16 Straßen nur teilweise im Stadtteil:
 
Dinnendahl-, Anhalter und Dorstener Straße werden in Sterkrade-Mitte fortgeführt, Teutoburger Straße, Freitaler Platz und Holtener Straße bilden die Grenze zu diesem Stadtteil. Bremener und Beethovenstraße führen über den Reinersbach nach Alsfeld, Fernewald- und Kleekampstraße nach Königshardt. Herzog-, Fürsten-, Stein-, Herold- und Münzstraße bilden auf voller Länge die Grenze zu Tackenberg-Ost, die Dinnendahlstraße ebenfalls teilweise. Fernewald-, Tackenberg- und Teutoburger Straße werden in Tackenberg-Ost fortgesetzt.
Tackenberg-West wird durchquert von der Bundesautobahn 516, deren Abfahrt 2 „Oberhausen-Sterkrade“ nahe der Stadtteilgrenze im Süden liegt.
Weiterhin verlaufen folgende Landesstraßen und Kreisstraßen in Tackenberg-West:
- Landesstraße 21: (aus Königshardt kommend) – Fernewaldstraße – (weiter in Tackenberg-Ost)
- Landesstraße 155: (aus Sterkrade-Mitte kommend) – Holtener Straße – L287 – Freitaler Platz – L623 – Teutoburger Straße – A516 – (weiter in Sterkrade-Mitte)
- Landesstraße 623: (aus Sterkrade-Mitte kommend) – L 155 – Dorstener Straße – (weiter in Tackenberg-Ost)
- Kreisstraße 9: (aus Alsfeld kommend) – Beethovenstraße – Sperberstraße – (weiter in Tackenberg-Ost)

Sehr viele Straßen sind Teil von Themengruppen. Hierzu gehören:
- Bezug zu Norddeutschland (Städte, Länder, Inseln): Altonaer Straße, Bremener Straße, Bremerhavener Straße, Cuxhavener Straße, Flensburger Straße, Greifswalder Straße, Hamburger Straße, Husumer Straße, Kieler Straße, Lübecker Straße, Rostocker Straße, Rügenstraße, Schweriner Straße, Stader Weg, Stralsunder Straße
- Vogelgattungen: Bussardstraße, Eulenstraße, Kranichweg, Reiherstraße, Sperberstraße
- Vornamen: Bertastraße, Ewaldstraße, Karlstraße, Marthastraße
- Adels-/Hoftitel: Fürstenstraße, Grafenstraße, Heroldstraße, Herzogstraße (letztere mit Bezug zu den Herzögen von Arenberg)
- Max und Moritz: Maxstraße, Moritzstraße
- Riesen: Goliathstraße, Riesenstraße

Einige dieser Themengruppen befinden sich nur teilweise in Tackenberg-West. Diese sind:
- deutsche Mittelgebirge und Höhenzüge: Teutoburger Straße (dazu Baumberger Weg, Eifeler Straße, Odenwaldstraße, Westerwaldstraße in Sterkrade-Mitte)
- Komponisten: Beethovenstraße (dazu Brahmsweg, Joseph-Haydn-Weg, Mozartstraße, Robert-Schumann-Weg, Schubertstraße in Alsfeld)
- Kohlenflöze im Ruhrbergbau: Flöz-Gretchen-Straße (dazu Flöz-Herrenbank-Straße, Flöz-Laura-Straße, Flöz-Matthias-Straße und Flöz-Röttgersbankstraße in Tackenberg-Ost)

## Übersicht der Straßen und Plätze
Die nachfolgende Tabelle gibt eine Übersicht über die vorhandenen Straßen, Wege und Plätze im Stadtteil sowie einige dazugehörige Informationen.
- Name: aktuelle Bezeichnung der Straße oder des Platzes.
- Länge/Maße in Metern:
- Die in der Übersicht enthaltenen Längenangaben sind gerundete Übersichtswerte, die in Google Earth mit dem dortigen Maßstab ermittelt wurden. Sie dienen Vergleichszwecken und werden, sofern amtliche Werte bekannt sind, ausgetauscht und gesondert gekennzeichnet.
 Bei Plätzen sind die Maße in der Form a × b angegeben.
- Der Zusatz im Stadtteil gibt an, dass die Länge die des Straßenabschnitts innerhalb von Tackenberg-West ist, sofern die Straße in benachbarte Stadtteile weitergeführt wird.
- Der Zusatz mit Stichstraßen gibt bei verzweigten Straßen die Länge aller Straßenabschnitte zusammen an.
- Der Zusatz (alle Straßenabschnitte zusammen) gibt an, dass die Straße so verwinkelt ist, dass keine „Hauptstraße“ besteht. Stattdessen wird die Länge aller Straßenabschnitte zusammengezählt.
- Herleitung: Ursprung oder Bezug des Namens
- Anmerkungen: zusätzliche Informationen
- Bild: Foto der Straße oder eines anliegenden Objekts

| Name                    | Länge/Maße (in Metern)                  | Herleitung                                                                                       | Datum der Benennung | Bemerkungen | Bild                                               |
| ----------------------- | --------------------------------------- | ------------------------------------------------------------------------------------------------ | ------------------- | --- | -------------------------------------------------- |
| Altonaer Straße         | 260                                     | Altona, ehem. Stadt in Norddeutschland (heute Stadtteil von Hamburg)                             | 1936                | Die Altonaer Straße ist wie einige Straßen in der Umgebung nach einer norddeutschen Stadt benannt worden. Vor 1936 hieß sie Winkelstraße. Inzwischen wurde Altona in die Stadt Hamburg eingemeindet. |                                                    |
| Am Friedhof             | 180                                     | Katholischer Friedhof an der Wittestraße                                                         |                     | Der kleine Weg liegt zwischen Anger- und Wittestraße direkt am katholischen Friedhof Wittestraße, der für die Gemeinden St. Clemens, St. Bernardus, Liebfrauen und Herz Jesu 1902 eingerichtet worden war. 1916 wurde ein jüdischer Friedhof angegliedert, dessen Grabstätten 1961 beim Bau der Bundesautobahn 516 auf den Westfriedhof in Lirich umgebettet wurden. Seit 1951 ist er zudem Ehrenfriedhof mit rund 450 Gräbern gefallener Soldaten bzw. durch Kriegseinwirkung zu Tode gekommener Zivilpersonen. |                                                    |
| Am Hallenbad            | 140                                     | Hallenbad Sterkrade                                                                              | 1966                | Die kleine Straße Am Hallenbad führt vom Freitaler Platz zur Dorstener Straße, vorbei am 1955 eingeweihten Hallenbad Sterkrade. Bis 1966 war sie Teil der Bahnhofstraße, vor 1929 Hüttenstraße. |                                                    |
| Angerstraße             | 80                                      | „Anger“, grasbewachsenes Land                                                                    | 1950                | Der Name Angerstraße deutet auf Wiesen und Weiden vor der Besiedlung hin. Die 1950 angelegte Straße ist eine Stichstraße zur Brüderstraße am katholischen Friedhof Wittestraße. |                                                    |
| Anhalter Straße         | 150 im Stadtteil                        | Anhalt, ehem. deutsches Land                                                                     |                     | Die Anhalter Straße beginnt in Sterkrade-Mitte als Fortführung der Vestischen Straße hinter Dreilinden und führt weiter nach Tackenberg-West, wo sie an der Bronkhorststraße endet. Sie ist nach dem ehemaligen deutschen Land benannt. |                                                    |
| Beethovenstraße         | 1400 im Stadtteil                       | Ludwig van Beethoven, 1770–1827, deutscher Komponist                                             | 1936                | Die Beethovenstraße ist wie einige Straßen in der Umgebung nach einem berühmten Komponisten benannt, von denen die meisten allerdings in Alsfeld liegen. Sie beginnt in Tackenberg als Fortsetzung an der Dorstener Straße (ohne eine Verbindung zu ihr zu haben) und führt quer durch den Stadtteil über den Reinersbach bis nach Alsfeld. Bis 1936 trug sie den Namen Kaiserstraße. |                                                    |
| Bernardusstraße         | 90                                      | St.-Bernardus-Kirche                                                                             |                     | Die Bernardusstraße befindet sich als Stichstraße zur Dorstener Straße direkt an der 1927 erbauten katholischen Kirche St. Bernardus, die heute als Veranstaltungskirche dient und zur Propstei St. Clemens gehört. | Katholische Bernarduskirche an der Bernardusstraße |
| Bertastraße             | 100                                     | Berta, weiblicher Vorname                                                                        |                     | Die Bertastraße verbindet die Tackenberg- mit der Dorstener Straße. Einige Straßen in der Umgebung sind willkürlich nach Vornamen benannt worden, beispielsweise die direkt gegenüberliegende Marthastraße. Bis 1935 hieß sie Kirchstraße, wohl in Anlehnung an die vor dem Autobahnbau nähere Bernarduskirche. |                                                    |
| Bremener Straße         | 470                                     | Bremen, Stadt und Land in Norddeutschland                                                        |                     | Wie einige Straßen in der Umgebung ist die Bremener Straße nach einer norddeutschen Stadt benannt. Sie führt aus Alsfeld zur Lübecker Straße. |                                                    |
| Bremerhavener Straße    | 170                                     | Bremerhaven, Stadt in Norddeutschland                                                            |                     | Die Bremerhavener Straße ist eine Stichstraße zur Bremener Straße und wie einige Straßen in der Umgebung nach einer norddeutschen Stadt benannt. |                                                    |
| Bronkhorststraße        | 550                                     | „An der Bronkhorst“, alte Flurbezeichnung                                                        |                     | Der Bereich zwischen Anhalter Straße, Dorstener Straße und Dreilinden wurde im 18. und 19. Jahrhundert als „An der Bronkhorst“ bezeichnet, östlich davon lag das „Bronkhorstfeld“. Der gesamte Bereich gehörte früher Wilhelm Bronkhorst zu Boehmerskath. Die Bronkhorststraße, die in diesem Bereich liegt, ist nach der alten Flurbezeichnung benannt. Sie beginnt westlich der Anhalter Straße an der A516 und endet an der Dinnendahlstraße. Früher führte sie bis zur Teutoburger Straße, wurde aber durch den Bau der A516 geteilt, ihr westliches Teilstück heißt heute Kleine Bronkhorststraße. |                                                    |
| Brüderstraße            | 450                                     | Gebrüder Schulte-Hubbert, Baufirma                                                               |                     | Die Gebrüder Heinrich und Wilhelm Schulte-Hubbert entstammten einer alteingesessenen Sterkrader Familie und gründeten eine Baufirma. Diese baute an dieser Straße die ersten Häuser, was zur Namensgebung beitrug. Die Brüderstraße führt von der Holtener Straße nordostwärts bis zur A516, über die ein Fußweg führt, der sie mit der Oberen Brüderstraße verbindet, die nach dem Bau der Autobahn von ihr abgetrennt wurde. |                                                    |
| Bussardstraße           | 180                                     | Bussarde, Vogelgattung                                                                           |                     | Einige Straßen in der Umgebung sind nach größeren Vogelgattungen benannt, so auch die Bussardstraße zwischen Beethoven- und Reiherstraße. |                                                    |
| Cuxhavener Straße       | 190 mit Stichstraßen: 230               | Cuxhaven, Stadt in Norddeutschland                                                               |                     | Wie mehrere Straßen in der Umgebung ist auch die Cuxhavener Straße nach einer norddeutschen Stadt benannt. Sie ist eine Stichstraße zur Bremener Straße. |                                                    |
| Dinnendahlstraße        | 550 im Stadtteil                        | Franz Dinnendahl, 1775–1826, Pionier der Dampfmaschine                                           | 1937                | Franz Dinnendahl erbaute die erste Dampfmaschine für den Bergbau (Zeche Vollmond in Bochum-Langendreer). Diese wurde in Zusammenarbeit mit den Oberhausener Industrieunternehmen St.-Anthony-Hütte (in Osterfeld nahe der Dinnendahlstraße) und Gutehoffnungshütte (in Sterkrade) hergestellt. Die Dinnendahlstraße bildet zwischen Münz- und Teutoburger Straße die Grenze zwischen den Stadtbezirken Sterkrade und Osterfeld, ihr nördliches Teilstück zählt zu Tackenberg-West. Bis 1937 hieß sie im oberen Bereich Heinrichstraße, im Grenzbereich Teichstraße. Ursprünglich trug die Heinrichstraße den Namen Antoniestraße. An der Dinnendahlstraße liegt das Gebäude der ehemaligen Tackenbergschule, in dem eine Zeit lang das Stadtarchiv von Oberhausen untergebracht war. |                                                    |
| Dorstener Straße        | 1100 im Stadtteil                       | Dorsten, Stadt in Westfalen                                                                      | 1936                | Die Dorstener Straße beginnt in Sterkrade und führt über Tackenberg, Fuhlenbrock und Kirchhellen bis nach Dorsten, jedoch nicht durchgängig unter diesem Namen. Während preußischer Zeit war sie Teil der Provinzialchaussee Mülheim–Dorsten. In Sterkrade-Tackenberg trug sie den Namen Münsterstraße, seit 1936 auf ganzer Länge Dorstener Straße. |                                                    |
| Eulenstraße             | 150                                     | Eulen, Vogelgattung                                                                              |                     | Einige Straßen in der Umgebung sind nach großen Vogelgattungen benannt, so auch die Eulenstraße, die Beethoven- und Reiherstraße parallel zur Bussardstraße verbindet. |                                                    |
| Ewaldstraße             | 150                                     | Ewald, männlicher Vorname                                                                        |                     | Die Ewaldstraße ist wie mehrere Straßen in der Umgebung willkürlich nach einem Vornamen benannt worden. Sie verbindet Holtener und Wittestraße. |                                                    |
| Fernewaldstraße         | 350 im Stadtteil, mit Stichstraßen: 800 | „Fernewald“, Waldgebiet                                                                          | 1933                | Das Waldgebiet zwischen der Zeche Franz Haniel und der Grafenmühle in Bottrop-Kirchhellen wird „Fernewald“ genannt, danach trägt diese Straße, die aus Königshardt kommt, Tackenberg-West durchquert und in Tackenberg-Ost endet, ihren Namen. Bis 1933 hieß sie Westfälische Straße. |                                                    |
| Flensburger Straße      | 170                                     | Flensburg, Stadt in Norddeutschland                                                              | 1961                | Wie mehrere Straßen in der Umgebung ist die Flensburger Straße nach einer norddeutschen Stadt benannt. Sie bildet eine Stichstraße zur Hamburger Straße, die vor der Bundesautobahn 516 endet. Vor ihrem Bau war sie Teil der Sprockstraße, die gegenüber auf der anderen Seite der Autobahn liegt. |                                                    |
| Flöz-Gretchen-Straße    | 70                                      | „Gretchen“, Flöz im Ruhrbergbau                                                                  |                     | Die Flöz-Gretchen-Straße ist eine winzige Stichstraße zur Herzogstraße, sie führt in die Sterkrader Heide. Mehrere, direkt benachbarte Straßen im angrenzenden Tackenberg-Ost, das zum Stadtbezirk Osterfeld zählt, sind ebenfalls nach Kohlenflözen im Ruhrbergbau benannt. |                                                    |
| Freitaler Platz         | 110 × 30                                | Freital, sächsische Industriestadt und Oberhausener Partnerstadt                                 |                     | Seit 1990 ist Freital in Sachsen eine Partnerstadt von Oberhausen. Die beiden Städte sind durch die Bedeutung der Stahlindustrie miteinander verbunden. Dementsprechend wurde der Platz direkt vor der ehemaligen Eisenhütte Gutehoffnungshütte, zwischen Bahnhof-, Holtener, Dorstener und Teutoburger Straße „Freitaler Platz“ genannt. Er bildet die Grenze zu Sterkrade-Mitte. |                                                    |
| Fürstenstraße           | 350                                     | Fürst, Adelstitel                                                                                |                     | Die Fürstenstraße ist die Fortsetzung der Herzogstraße hinter dem Ginsterweg, sie endet an der Steinstraße. Mit der Grafen- und der Herzogstraße sind zwei weitere Straßen nach Adelstiteln benannt, an die sich die Benennung anlehnt. |                                                    |
| Goliathstraße           | 130                                     | Goliath, Riese aus dem Alten Testament                                                           |                     | Die Goliathstraße und die benachbarte Riesenstraße beziehen sich auf die biblische Figur des Riesen Goliath, der von David mit einer Steinschleuder getötet wurde. Es handelt sich um eine Benennung ohne Ortsbezug. Die Goliathstraße bildet eine Stichstraße zur Bronkhorststraße. |                                                    |
| Grafenstraße            | 110                                     | Graf, Adelstitel                                                                                 |                     | Die Grafenstraße ist eine Verbindung zwischen Beethoven- und Fürstenstraße, sie ist an der Kreuzung Beethovenstraße in beide Richtungen nicht befahrbar. Mit der Fürsten- und der Herzogstraße sind zwei weitere Straßen nach Adelstiteln benannt, an die sich die Benennung anlehnt. |                                                    |
| Greifswalder Straße     | 120                                     | Greifswald, Stadt in Norddeutschland                                                             |                     | Wie einige Straßen in der Umgebung ist auch die Greifswalder Straße nach einer norddeutschen Stadt benannt. Sie führt von der Beethovenstraße zur Rügenstraße. |                                                    |
| Hamburger Straße        | 750 mit Stichstraßen: 870               | Hamburg, Stadt und Land in Norddeutschland                                                       |                     | Wie einige Straßen in der Umgebung ist auch die Hamburger Straße nach einer norddeutschen Stadt benannt. Sie führt von der Bremener Straße bis zur Beethovenstraße. |                                                    |
| Heroldstraße            | 200                                     | Herold, mittelalterlicher Hofbeamter                                                             | 1934                | Der Name Heroldstraße ist in Bezug auf den ehemaligen Namen, Herzogstraße, zu verstehen. Es handelt sich um einen ähnlich klingenden Namen, der sich ebenfalls auf ein mittelalterliches Amt bezieht. Die Heroldstraße verbindet Tackenberg- und Münzstraße, sie bildet die Grenze zu Tackenberg-Ost im Stadtbezirk Osterfeld. Sie wurde 1934 umbenannt. |                                                    |
| Herzogstraße            | 1200                                    | Herzöge von Arenberg, Adelsgeschlecht                                                            |                     | Die Herzogstraße führt als Verlängerung der Fürstenstraße hinter dem Ginsterweg nordöstlich bis zur Fernewaldstraße und bildet auf ganzer Länge die Grenze zu Tackenberg-Ost im Stadtbezirk Osterfeld. Ursprünglich führte sie noch weiter, bis in die Herzöglich Arenbergischen Forste auf Bottroper Gebiet. Ähnlich der ehemaligen Herzogstraße, die nach den Herzögen von Arenberg benannt war (heute Heroldstraße), und der Arenbergstraße auf Osterfelder Gebiet könnte sie ihren Namen ebenfalls nach den Herzögen von Arenberg tragen, zu deren Einflussbereich das Vest Recklinghausen und damit auch Osterfeld und Tackenberg-Ost seit 1803 zählten. In Anlehnung an die Herzogstraße wurden auch die Grafen- und die Fürstenstraße nach Adelstiteln benannt.               |                                                    |
| Hirtenstraße            | 180                                     | Hirte, Berufsbezeichnung                                                                         |                     | Der Name Hirtenstraße weist auf eine Gemeinheit, also ein Gelände, das der Gemeinschaft zur allgemeinen Nutzung und daher auch den Hirten als Weidefläche diente, hin. Die Hirtenstraße zweigt westlich von der Riesenstraße ab. |                                                    |
| Holtener Straße         | 450 im Stadtteil                        | Holten, Stadtteil von Oberhausen                                                                 |                     | Die Holtener Straße führt von Sterkrade aus (Beginn am Freitaler Platz als Fortsetzung der Teutoburger Straße) zusammen mit ihrer Fortführung Weseler Straße nach Holten, den nordwestlichen Oberhausener Stadtteil. Schon 1727 ist diese Straße auf einer Karte, wenngleich nicht unter diesem Namen, deutlich zu erkennen. |                                                    |
| Husumer Straße          | 100                                     | Husum, Stadt in Norddeutschland                                                                  |                     | Wie einige Straßen in der Umgebung ist auch die Husumer Straße nach einer norddeutschen Stadt benannt. Sie bildet eine westliche Stichstraße zur Hamburger Straße. |                                                    |
| Karlstraße              | 180                                     | Karl, männlicher Vorname                                                                         |                     | Einige Straßen in der Umgebung wurden willkürlich nach Vornamen benannt, so auch die Karlstraße. Sie verbindet Holtener und Wittestraße. |                                                    |
| Kieler Straße           | 45                                      | Kiel, Stadt in Norddeutschland                                                                   |                     | Wie einige Straßen in der Umgebung ist auch die Kieler Straße nach einer norddeutschen Stadt benannt. Sie bildet eine winzige Stichstraße zur Sprockstraße. |                                                    |
| Kleekampstraße          | 270 im Stadtteil                        | „Kleewiese“                                                                                      |                     | Das „Große Venn“, wie das Gebiet rund um die Kleekampstraße früher genannt wurde, war ein Feuchtgebiet, in dem viel Klee als Viehfutter angebaut wurde. Darauf deutet der Name „Kleekampstraße“ und der Name der Siedlung Kleekamp an dieser Straße hin. Die Kleekampstraße führt von der Fernewaldstraße in die Kleekampsiedlung in Königshardt. |                                                    |
| Kleine Bronkhorststraße | 50                                      | westlicher Teil der Bronkhorststraße                                                             | 1961                | Die Kleine Bronkhorststraße ist der westliche, durch den Bau der A516 abgetrennte Teil der Bronkhorststraße. Sie liegt heute als Stichstraße an der Teutoburger Straße. |                                                    |
| Koburger Straße         | 170                                     | Coburg, Stadt in Bayern                                                                          | 1936                | Die Koburger Straße führt von der Dorstener Straße nordwärts zum katholischen Friedhof Wittestraße. Dass der Straßenname mit K geschrieben wird, obwohl die Stadt Coburg heißt, ist wahrscheinlich ein Übertragungsfehler. Bis 1936 hieß die Straße Gertrudstraße, danach sollte sie ursprünglich „Am Berg“ genannt werden, bevor sie den heutigen Namen erhielt. |                                                    |
| Kranichweg              | 230 mit Stichstraßen: 270               | Kraniche, Vogelgattung                                                                           |                     | Einige Straßen in der Umgebung sind nach großen Vogelgattungen benannt, so auch der Kranichweg, eine Stichstraße zur Reiherstraße. |                                                    |
| Lehmbergstraße          | 120                                     | Lehmbergshof, alter Bauernhof                                                                    |                     | Nach einer Karte des Geometers Och lag hier der Lehmbergshof, der Hermann Lehmberg gehörte. Nach diesem ist die Lehmbergstraße benannt, die Holtener und Wittestraße verbindet. An ihr liegt die Neuapostolische Kirche Sterkrade. |                                                    |
| Lübecker Straße         | 400                                     | Lübeck, Stadt in Norddeutschland                                                                 |                     | Wie einige Straßen in der Umgebung ist auch die Lübecker Straße nach einer norddeutschen Stadt benannt. Sie verbindet Hamburger und Beethovenstraße. |                                                    |
| Marthastraße            | 140                                     | Martha, weiblicher Vorname                                                                       |                     | Die Marthastraße ist die Verlängerung der Beethovenstraße hinter der Hamburger Straße, nahe der Dorstener Straße. Einige Straßen in der Umgebung sind willkürlich nach Vornamen benannt worden, beispielsweise die direkt gegenüberliegende Bertastraße. |                                                    |
| Maxstraße               | 150                                     | Max, Figur aus Max und Moritz von Wilhelm Busch                                                  | 1936                | Mit der benachbarten Moritzstraße erinnert die Maxstraße an die berühmte Geschichte von Wilhelm Busch. Die Maxstraße verbindet Tackenberg- und Münzstraße. Vor 1936 hieß sie Wallstraße. |                                                    |
| Moritzstraße            | 70                                      | Moritz, Figur aus Max und Moritz von Wilhelm Busch                                               |                     | Mit der benachbarten Maxstraße erinnert die Moritzstraße an die berühmte Geschichte von Wilhelm Busch. Die Moritzstraße ist eine kurze Stichstraße zur Dorstener Straße. |                                                    |
| Münzstraße              | 140                                     | Münz, früherer Grundbesitzer                                                                     |                     | Nach einem früheren Grundbesitzer heißt diese Grenzstraße (zu Tackenberg-Ost) zwischen Dinnendahl- und Heroldstraße Münzstraße. |                                                    |
| Nordrampe               | 450                                     | rampenartige Straße über die Bundesautobahn 516                                                  | 1961                | Die Nordrampe führt seit dem Bau der A516 über die Autobahn und verbindet Flensburger und Hamburger Straße mit der Brüderstraße. In Anlehnung an Ost- und Westrampe, die am Sterkrader Bahnhof gelegen sind und über die Bahnstrecke führen, wurde die Straße folgerichtig Nordrampe genannt. |                                                    |
| Obere Brüderstraße      | 350                                     | östlicher Teil der Brüderstraße                                                                  | 1961                | Die Obere Brüderstraße ist der 1961 beim Bau der A516 abgetrennte, östliche Teil der Brüderstraße. Mit der Brüderstraße ist sie über eine Fußgängerbrücke verbunden und führt bogenförmig zur Dorstener Straße. |                                                    |
| Pfandhöferstraße        | 340 (alle Straßenabschnitte zusammen)   | Eberhard Pfandhöfer, Hüttenmeister der St.-Antony-Hütte und der Gutehoffnungshütte               |                     | Eberhard Pfandhöfer stammte aus dem Siegerland und pachtete 1779 die St.-Antony-Hütte, die er aber nicht wie gewünscht aus den roten Zahlen führen konnte. 1783 trat er aus der Teilhaberschaft aus und übernahm die Leitung der Gutehoffnungshütte, die bald zu einer Konkurrenz für die St.-Antony-Hütte wurde. Nach ihm ist die Siedlung zwischen Max-, Münz- und Tackenbergstraße benannt. |                                                    |
| Reiherstraße            | 260                                     | Reiher, Vogelgattung                                                                             |                     | Einige Straßen in der Umgebung sind nach großen Vogelgattungen benannt, so auch die Reiherstraße, die von der Eulenstraße südwärts zur Herzogstraße führt. |                                                    |
| Riesenstraße            | 270                                     | Riese, mythologische Figur                                                                       |                     | Die Riesenstraße und die benachbarte Goliathstraße beziehen sich auf die biblische Figur des Riesen Goliath, der von David mit einer Steinschleuder getötet wurde. Es handelt sich um eine Benennung ohne Ortsbezug. Die Riesenstraße führt von der Tackenbergstraße in südliche Richtung und endet vor der Bronkhorststraße. |                                                    |
| Rostocker Straße        | 170                                     | Rostock, Stadt in Norddeutschland                                                                |                     | Wie mehrere Straßen in der Umgebung ist auch die Rostocker Straße nach einer norddeutschen Stadt benannt. Sie ist eine Stichstraße zur Greifswalder Straße. |                                                    |
| Rügenstraße             | 300                                     | Rügen, größte deutsche Insel                                                                     |                     | Die Rügenstraße ist nach der deutschen Ostseeinsel benannt. Ihr Name passt mehr oder weniger zu den Straßen der Umgebung, die nach Städten und Ländern in Norddeutschland benannt sind. Sie liegt hinter der Greifswalder Straße, parallel zur Rostocker Straße. |                                                    |
| Schweriner Straße       | 210                                     | Schwerin, Stadt in Norddeutschland                                                               |                     | Die Schweriner Straße ist wie mehrere Straßen in der Umgebung nach einer norddeutschen Stadt benannt. Sie bildet eine Stichstraße zur Stralsunder Straße. |                                                    |
| Sperberstraße           | 170                                     | Sperber, Vogelgattung                                                                            |                     | Einige Straßen in der Umgebung sind nach großen Vogelgattungen benannt, so auch die Sperberstraße. Sie verbindet Beethoven- und Herzogstraße, hinter der sie in Tackenberg-Ost als Elpenbachstraße fortgeführt wird. |                                                    |
| Sprockstraße            | 500                                     | Sprock, alteingesessene Sterkrader Familie                                                       |                     | Nach der Karte des Geometers Tjaben von 1837 lag im Bereich dieser Straße der Hof des Josef Sprock, der einer alteingesessenen Sterkrader Familie entstammte. Nach diesem Hof und der Familie wurde die Sprockstraße benannt, die von der Holtener Straße nordostwärts bis zur A516 führt. Vor dem Bau der Autobahn war auch die Flensburger Straße, die gegenüber auf der anderen Seite liegt, ihr zugeordnet. |                                                    |
| Stader Weg              | 110                                     | Stade, Stadt in Norddeutschland                                                                  |                     | Der Stader Weg ist wie mehrere Straßen in der Umgebung nach einer norddeutschen Stadt benannt. Er zweigt von der Bremener Straße ab. |                                                    |
| Steinstraße             | 100                                     | steinreiche Gegend                                                                               |                     | Tackenberg ist eine allgemein steinreiche Gegend, hier wurde während der letzten Eiszeit viel Geröll abgelagert. Danach ist die Steinstraße benannt, die von der Fürsten- zur Teutoburger Straße führt und die Grenze zu Tackenberg-Ost im Stadtbezirk Osterfeld bildet. |                                                    |
| Stralsunder Straße      | 350                                     | Stralsund, Stadt in Norddeutschland                                                              |                     | Die Stralsunder Straße ist wie mehrere Straßen in der Umgebung nach einer norddeutschen Stadt benannt. Sie zweigt westlich von der Beethovenstraße ab. |                                                    |
| Tackenbergstraße        | 450 im Stadtteil                        | nach Tackenberg selbst benannt                                                                   |                     | „Tackenberg“ war ursprünglich der Name für den 72 Meter hohen Höhenrücken zwischen Elpenbach und Reinersbach, genau auf der Grenze zwischen Rheinland (Sterkrade) und Westfalen (Osterfeld), er ging später auf den hier befindlichen Stadtteil über. Der Name geht entweder auf den Tackhof zurück, der an der heutigen Dorstener Straße lag, oder leitet sich von „Tacken“, dünnen Ästen oder Zweigen, ab und meint einen kargen, mit ästigem Heideholz bewachsenen Berg. Die Tackenbergstraße führt annähernd parallel zur Dorstener Straße von der Berta-/Riesenstraße in östliche Richtung nach Tackenberg-Ost. An der Kreuzung Dinnendahlstraße liegt das Gebäude der ehemaligen Tackenbergschule, das eine Zeit lang das Oberhausener Stadtarchiv beherbergte.                |                                                    |
| Teutoburger Straße      | 250 im Stadtteil                        | Teutoburger Wald, Mittelgebirge in Westdeutschland                                               | 1936                | Einige Straßen in der Gegend, in Sterkrade-Mitte und Osterfeld-Heide sind nach Mittelgebirgen benannt, so auch die Teutoburger Straße, die vom Freitaler Platz ostwärts durch Tackenberg bis nach Klosterhardt führt. Dem Teutoburger Wald kommt unter den Mittelgebirgen eine besondere Bedeutung zu, da dort Arminius im Jahr 9 nach Christus ein römisches Herr unter Varus besiegte. Außerdem finden sich im Teutoburger Wald die Externsteine. Die Teutoburger Straße hieß auf Sterkrader Gebiet bis 1936 Bottropstraße. Sie liegt nur zwischen Dorstener und Anhalter Straße in Tackenberg-West. |                                                    |
| Timmerhausacker         | 100                                     |                                                                                                  |                     | Der Timmerhausacker ist eine kleine Stichstraße zur Tackenbergstraße. |                                                    |
| Turmstraße              | 210                                     | ehem. Tackenberger Wasserturm                                                                    |                     | Die Turmstraße ist nach dem ehemaligen Wasserturm Tackenberg benannt, der gegenüber an der Tackenbergstraße von 1905 bis zum Zweiten Weltkrieg stand. Nach 1945 wurde ein moderner Tiefbehälter errichtet, der 1958 abgerissen wurde. Die Turmstraße führt von der Beethoven- zur Tackenbergstraße. |                                                    |
| Wittestraße             | 550                                     | Anton Witte, 1809–1892, Pfarrer an St. Clemens Sterkrade, Dechant von Sterkrade und Ehrendomherr |                     | Anton Witte war von 1837 an bis zu seinem Tod 55 Jahre lang Pfarrer der Clemenskirche und begründete 1866 das katholische St.-Josef-Hospital, das heute Hospital St. Clemens heißt. Später wurde er Dechant von Sterkrade und zum Ehrendomherrn ernannt. Die Wittestraße liegt zwischen Sprockstraße und Am Hallenbad direkt am gleichnamigen katholischen „Friedhof Wittestraße“, der 1902 eingerichtet wurde. |                                                    |

## Liste nicht mehr vorhandener Straßen
Die Liste nicht mehr vorhandener Straßen führt einige, in der Übersicht erwähnte, vormalige oder gelöschte Straßennamen auf. Sie erhebt keinen Anspruch auf Vollständigkeit.
| Name                | von       | bis       | umbenannt in (aktuell) | Herleitung | Bemerkungen |
| ------------------- | --------- | --------- | ---------------------- | --- | --- |
| Antoniestraße       |           | nach 1900 | → Dinnendahlstraße     | St.-Antony-Hütte                                                                                                | Später hieß die Straße zunächst Heinrichstraße.                                                                                             |
| Bahnhofstraße       | 1934      | 1966      | → Am Hallenbad         | Bahnhof Oberhausen-Sterkrade                                                                                    | Die Bahnhofstraße besteht bis heute in Sterkrade-Mitte (Bahnhofstraße). Bis 1966 war ihr auch Am Hallenbad in Tackenberg-West zugeordnet.   |
| Bottropstraße       |           | 1936      | → Teutoburger Straße   | führt in Richtung Bottrop                                                                                       | 1936 wurde die Bottropstraße mit der Osterfelder Breitestraße zur Teutoburger Straße zusammengeschlossen.                                   |
| Gertrudstraße       |           | 1936      | → Koburger Straße      | Gertrud, weiblicher Vorname                                                                                     | |
| Heinrichstraße      | nach 1900 | 1937      | → Dinnendahlstraße     | Heinrich, männlicher Vorname                                                                                    | Um die Jahrhundertwende hieß die Heinrichstraße Antoniestraße. 1937 wurde sie mit der Teichstraße zur Dinnendahlstraße zusammengeschlossen. |
| Herzogstraße        |           | 1934      | → Heroldstraße         | Herzöge von Arenberg, Herrscher des Vests Recklinghausen, zu dem auch Osterfeld und damit Ost-Tackenberg zählte | |
| Hüttenstraße        |           | 1934      | → Am Hallenbad         | Gutehoffnungshütte, ehem. Montanunternehmen                                                                     | Nach 1934 hieß die Straße zunächst Bahnhofstraße, diesen Namen trägt sie bis heute in Sterkrade-Mitte.                                      |
| Kaiserstraße        |           | 1936      | → Beethovenstraße      | Hommage an die Deutschen Kaiser                                                                                 | |
| Kirchstraße         |           | 1935      | → Bertastraße          | St.-Bernardus-Kirche                                                                                            | |
| Münsterstraße       |           | 1936      | → Dorstener Straße     | Münster, Stadt in Westfalen                                                                                     | 1936 wurde die Münsterstraße mit der nördlich gelegenen Dorstener Straße zusammengefasst.                                                   |
| Teichstraße         |           | 1937      | → Dinnendahlstraße     | ehem. Teich des Elpenbachs im Bronkhorstfeld                                                                    | Die Teichstraße wurde 1937 mit der Heinrichstraße zur Dinnendahlstraße zusammengefasst.                                                     |
| Westfälische Straße |           | 1933      | → Fernewaldstraße      | führte nach Osterfeld/Bottrop, damit nach Westfalen                                                             | |
| Wallstraße          |           | 1936      | → Maxstraße            | | |
| Winkelstraße        |           | 1936      | → Altonaer Straße      | | |